# Listel
Um listel em heráldica é uma pequena bandeirola ou flâmula que se localiza por cima ou por baixo do escudo de um brasão de armas. Possui geralmente a cor branca, e contém dizeres chamados de grito de guerra ou grito de armas - uma palavra ou frase curta (interjeição) de incentivo ao combate ou à ação. Estes dizeres são muitas vezes escritos em latim.
Serve também para mostrar o nome ou o sobrenome da pessoa a qual ele pertencia, ou o nome da cidade, região ou instituição a que se refere o brasão.

## Conceito
Faixa retangular bifurcada nas extremidades, que por tradição será sempre colocada na base do brasão e não, posta em coroa mural, em apoios e ainda no campo do escudo.
- Ela deverá permanecer a uma distância de 0,5 módulos do bordo inferior sem jamais cobri-lo, para que não se crie dúvidas na hora do reconhecimento do tipo de escudo presente; escudos como o francês, o quadrado, o português são diferenciados um do outro, pelo bordo inferior, tendo seus bordos superiores idênticos;

- Possui por esmalte habitual e tradicional, o branco (prata, na heráldica), o qual é um metal;

- Servir de base física para os apoios do brasão.

Como certidão de nascimento de localidade deverão constar nele, todos os dados existentes, identificativos, qualificativos, motivantes e históricos de cada localidade.
Dividi-lo-emos em primários e secundários.
Serão considerados primários identificativos e históricos:
- o nome da localidade;
- o Estado onde se localiza;
- as datas de fundação, elevação à vila e emancipação.

E secundários motivadores e qualificativos:
- a divisa;
- o lema;
- a alcunha.

Não poderão deixar de constar nos listeis, jamais, os registros primários.